# Psila nigripalpis
Psila nigripalpis är en tvåvingeart som beskrevs av Shatalkin 1983. Psila nigripalpis ingår i släktet Psila och familjen rotflugor. Inga underarter finns listade i Catalogue of Life.